# エルドン
エルドン（Heldon）は、パリ出身のフランスのエレクトロニック・ロック・バンドである。エルドンは1970年代に活動し、2000年限定で再結成された。

## 略歴
ギタリストのリシャール・ピナスは1974年にエルドンを結成した。その名前は、SF作家のノーマン・スピンラッドが小説『鉄の夢』で描いた架空の都市に由来している。キング・クリムゾンというグループが、リーダーのロバート・フリップによる音楽概念の伝達手段であるように、ミュージシャンの頻繁な入れ替えとは関係なく、エルドンは変化する存在でありつつ、その一貫性とサウンドの継続性は、エルドンを生み出したピナスによって保証されていた。その多くのレコーディング作品は、彼自身のレーベル「Disjuncta」からリリースしている。彼らのファースト・アルバム『エレクトロニーク・ゲリラ』は1000部が発売され、「通常は配信されない音楽を宣伝する」ことを目的としていた。
リシャール・ピナスは、変革する歴史を持つ別のフランスのグループ、マグマのミュージシャンを含む、さまざまな協力者を時間をかけて呼び込んだ。ピナスの特徴は、哲学とSF文学に対する彼の強い親和性である。したがって、彼は哲学者ジル・ドゥルーズ（彼がヴァンセンヌ大学で履修したコース）をはじめ、ノーマン・スピンラッドやモーリス・G・ダンテック（後のSchizotropeというプロジェクト）などの作家と一緒にレコーディングを行った。
ロバート・フリップ&ブライアン・イーノ（アルバム『ノー・プッシーフッティング』、1973年）や、キング・クリムゾン（1973年の『太陽と戦慄』、1974年の『レッド』）、フィリップ・グラスの作品と同様な特徴が、エルドンの音楽には残されている。それにもかかわらず、エルドンの音楽は、電子機器とエレクトリックギターによるサウンドのパワーを増幅する方法において、非常に独創的で革新的であった。そして、いわゆるプログレッシブ・ロックおよびインストゥルメンタル・ロックの分野で影響力を発揮した。1974年から1979年の間に、グループは7枚のスタジオ・アルバムをリリースしている（おそらく最も注目された作品『サード (イッツ・オールウェイズ・ロックンロール)』のように2枚組になることもあった）。
2000年にエルドンの復活アルバム『Only Chaos is Real』がリリースされた。この新しいバージョンに参加しているのは、ダンテック、スピンラッド、アントワーヌ・パガノッティ（マグマの歌手）、オリヴィエ・マンシオン（ウランバートルというグループのベーシスト）、デヴィッド・コーンだけでなく、生まれ変わったグループの元メンバーであったアラン・ベラーチェやジョルジュ・グルンブラット、またベルナール・パガノッティやブノワ・ヴィドゥマン（どちらもマグマの元メンバー）のような身内のメンバーなどである。ピナスの息子であるダンカン・ニルソンは「Holy Dolly」という曲で演奏している。2006年、キャプテン・トリップ・レコーズ・レーベルが、『ウェル・アンド・アライヴ・イン・フランス』『ライヴ・エレクトロニーク・ゲリラ』という2枚のライブ・アルバムをリリースした。

## メンバー
- リシャール・ピナス (Richard Pinhas) - ギター、電子機器
- ジョルジュ・グルンブラット (Georges Grunblatt) - ギター、電子機器
- アラン・ルノー (Alain Renaud) - ギター
- アラン・ベラーチェ (Alain Bellaïche) - ギター
- フランソワ・オジェ (François Auger) - ドラム、パーカッション
- ココ・ルーセル (Coco Roussel) - パーカッション
- ディディエ・バタール (Didier Batard) - ベース
- ピエロ・ルーセル (Pierrot Roussel) - ベース
- クラウス・ブラスキス (Klaus Blasquiz) - ボーカル (『スタンバイ』)
- パトリック・ゴーティエ (Patrick Gauthier) - キーボード、電子機器
- ジャン・ミ・トゥルォン (Jean My-Truong) - ドラム
- ミシェル・エトリ (Michel Ettori) - ギター
- ノーマン・スピンラッド (Norman Spinrad) - ボーカル
- モーリス・G・ダンテック (Maurice G. Dantec) - ボーカル、電子機器
- オリヴィエ・マンシオン (Olivier Manchion) - ベース
- フィリップ・ローレン (Philippe Laurent) - 電子機器
- デヴィッド・コーン (David Korn) - ボーカル
- ダンカン・ニルソン (Duncan Nilsson) - ギター
- ベルナール・パガノッティ (Bernard Paganotti) - ベース
- アントワーヌ・パガノッティ (Antoine Paganotti) - ドラム、パーカッション
- アラン・ランヴァル (Alain Ranval) - ギター
- ブノワ・ヴィドゥマン (Benoît Widemann) - キーボード、電子機器
- アーサー・ナーシー (Arthur Narcy) - ドラム、シンセサイザー
- フローリアン・タタール (Florian Tatard) - ベース、シンセサイザー

## ディスコグラフィ

### アルバム
- 『エレクトロニーク・ゲリラ』 - Électronique guérilla (1974年、Disjuncta)
- 『アレー・テイヤ (真・実)』 - Allez Teia (1975年、Disjuncta)
- 『サード (イッツ・オールウェイズ・ロックンロール)』 - It's Always Rock and Roll (1975年、Disjuncta)
- 『アグネタ・ニルソン』 - Agneta Nilsson (1976年、Disjuncta) ※旧邦題『エルドンIV』
- 『結末のない夢』 - Un rêve sans conséquence spéciale (1976年、Cobra)
- 『インターフェイス』 - Interface (1977年、Cobra)
- 『スタンバイ』 - Stand By (1979年、EGG)
- Only Chaos is Real (2000年、25pm/Wagram)
- 『ウェル・アンド・アライヴ・イン・フランス』 - Well and Alive in France: Live in Nancy 1979 (2006年、Captain Trip Records)
- 『ライヴ・エレクトロニーク・ゲリラ』 - Live Electronik Guerilla: Paris 1975-1976 (2006年、Captain Trip Records)
- Live in Metz '77 (2018年、Bam Balam records)